# 3369 Freuchen
3369 Freuchen је астероид главног астероидног појаса чија средња удаљеност од Сунца износи 3,041 астрономских јединица (АЈ).
Апсолутна магнитуда астероида је 12,0.